# آب پیوندی
پیوند هیدروژنی علاوه بر ایجاد واکنش بین مولکول‌های آب، مسئول جاذبهٔ بین مولکول‌های آب با سایر مولکول‌ها یا سطوح است. به عنوان مثال، پیوند هیدروژنی اساس تشکیل لایه آبی است که در اطراف ماکرومولکول‌های مهم بیولوژیکی نظیر پروتئین‌ها، اسیدهای نوکلئیک و کربوهیدرات‌ها وجود دارد. این لایه‌ها به طور محکم پیوند برقرار کرده و به شدت آرایش یافته‌اند، اغلب به آب پیوندی Bound water معروفند. برآورد شده است که آب پیوندی ۳۰ درصد وزن خشک مولکول‌های پروتئین هیدراته را تشکیل می‌دهد. آب پیوندی برای پایداری مولکول‌های پروتئین مهم است. آب پیوندی لایه‌ای ضربه گیر در اطراف پروتئین ایجاد می‌کند که مانع از نزدیکی زیاد مولکول‌ها و در نتیجه (مانع از) توده‌ای شدن و رسوب آن‌ها می‌شود.